# Clematis otophora
Clematis otophora är en ranunkelväxtart som beskrevs av Adrien René Franchet, Achille Eugène Finet och Gagnep.. Clematis otophora ingår i släktet klematisar, och familjen ranunkelväxter. Inga underarter finns listade i Catalogue of Life.